# Poètes métaphysiques

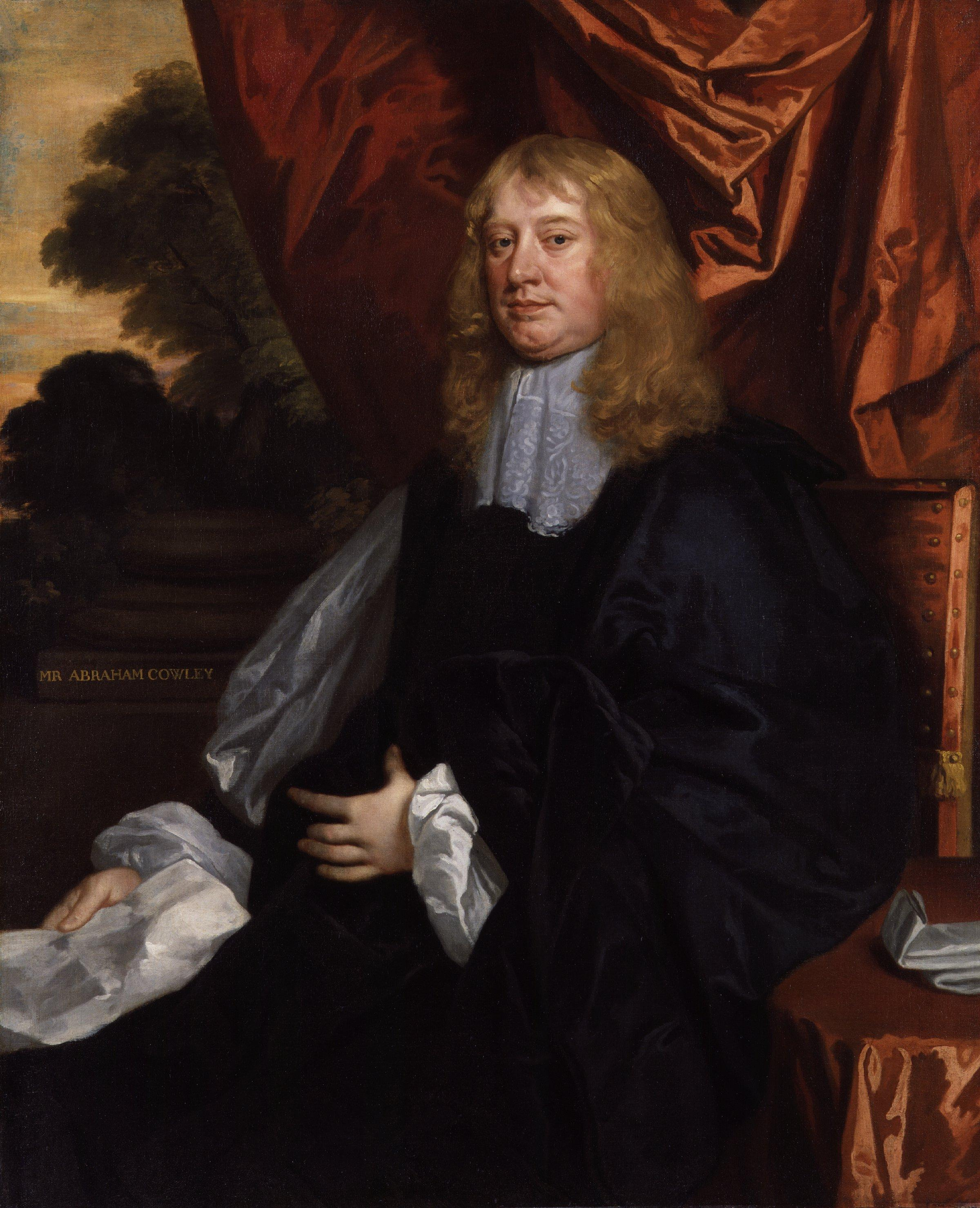
Abraham Cowley par Sir Peter Lely.

Les poètes métaphysiques (Metaphysical poets en anglais) sont un groupe assez hétérogène de poètes lyriques britanniques de la première moitié du XVIIe siècle, qui partageaient le même intérêt pour les grandes questions métaphysiques et avaient la même manière de les traiter. Leurs poèmes rigoureux et énergiques font davantage appel à l’intellect du lecteur plutôt qu’à ses émotions, rejetant ainsi l’intuition ou le mysticisme au profit d’un discours rationalisé.
Les poètes métaphysiques anglais du XVIIe siècle furent remis au goût du jour par le poète, dramaturge, et critique moderniste anglo-américain (prix Nobel de littérature en 1948), Thomas Stearns Eliot, qui vit dans cette poésie érudite et brillante un moment où la « dissociation de la sensibilité », qui allait être la ligne de partage de la modernité, ne s'était pas encore opérée.

## Style
Le style des poètes métaphysiques, inventif et élaboré, se caractérise par un large recours aux images savantes et aux raisonnements subtils, mais surtout par les « traits [d’esprit] métaphysiques » (metaphysical conceits). Ces derniers sont des figures de style consistant à combiner deux éléments de manière inhabituelle ou paradoxale : ainsi de la comparaison faite par Andrew Marvell entre l’âme et une goutte de rosée. Bien que de tels procédés ne soient pas neufs, les poètes métaphysiques surent en tirer le meilleur parti à travers une approche fraîche et originale, donnant un nouveau souffle à la poésie anglaise.

## Histoire de la dénomination
Les poètes de ce courant furent appelés « métaphysiques » pour la première fois par Samuel Johnson en 1744, dans The Lives of the Poets. Il regroupa les poètes métaphysiques anglais tels que George Herbert, Andrew Marvell, Thomas Traherne, Richard Crashaw ou Henry Vaughan sous le nom d' « École de Donne », tant la personnalité, la diversité et l'ampleur de l'œuvre de celui qui devint doyen de la Cathédrale Saint-Paul dominèrent son époque. John Dryden, cependant, avait déjà remarqué le caractère métaphysique de la poésie de John Donne au XVIIe siècle, près de cinquante ans plus tôt. Dryden et Johnson considéraient l’un comme l’autre la poésie métaphysique avec désapprobation, reprochant au style son abstraction et la subtilité excessive de ses images.

## Liste des principaux poètes du mouvement
Les plus importants poètes métaphysiques furent :
- John Donne
- George Herbert
- Andrew Marvell
- Thomas Traherne
- Henry Vaughan

Les poètes suivants sont parfois, eux aussi, qualifiés de métaphysiques :
- Thomas Carew
- Abraham Cowley
- Richard Crashaw
- Edward Herbert
- Richard Lovelace
- Katherine Philips
- Sir John Suckling